# Ругантіно
«Ругантіно» (італ. Rugantino) — італійська драматична комедія. Фільм 1973 року з Адріано Челентано і Клаудією Морі в головних ролях.

## Сюжет
У Римі живе вродлива дівчина Розетта (Клаудія Морі). Її чоловік сильний і ревнивий, як шекспірівський Отелло. Одного разу він вбиває багатого аристократа, який співав його дружині серенади, і тепер змушений переховуватися від правосуддя. Саме з цього моменту на авансцену виходить безжурний Ругантіно (Адріано Челентано) — балагур, дотепник і ловелас. Спеціалізується він на тому, що з легкістю спокушає багатьох одружених синьйор. Цього разу герой укладає зі своїми друзями парі: він повинен спокусити красуню Розетту, яка вважається найбільш гордою і недоступною жінкою в місті. Однак справа ускладнюється тим, що Ругантіно несподівано закохується в неї.

## У ролях
- Адріано Челентано: Ругантіно;
- Клаудія Морі: Розетта;
- Ренцо Палмер: кардинал Северіні;
- Марія Грація Спіна: Донна Марта Капітеллі;
- Серджо Тофано: маркіз Мікеле Сакконі;
- Тонні Уччі: Дон Нікколо Капітеллі;
- Паоло Стоппа: Мастро Тітта;
- Ріккардо Гарроне: принц, брат Нікколо;
- Сандро Мерлі: Осте;
- Гульєльмо Сполетіні: Гнекко.

## Знімальна група
- Режисер — Паскуале Феста Кампаніле;
- Сценарій — Паскуале Феста Кампаніле, Массімо Франчоза, П'єтро Гарінеї;
- Оператор — Гастоне Ді Джованні;
- Композитор — Армандо Тровайолі;
- Художник — Джанкарло Бартоліні Салімбені, Елена Річчі Поччетто, Франко Чаретті;
- Монтаж — Маріо Морра.